# 浅岡しゅく
浅岡 しゅく（あさおか しゅく、3月15日 - ）は、日本の漫画家。血液型はA型。鈴木次郎のアシスタント出身。

## 作品リスト

### 連載
- 御指名武将真田幸村 かげろひ -KAGEROI-（『ガンガンONLINE』、『ガンガン戦-IXA-』、スクウェア・エニックス　全7巻）
- サムライハーフ（『マンガボックス』 全4巻　2015年8月 - ）
- 剣に焦ぐ（『サイコミ』　2018年12月 - ）

### 読切
- 萌えつきよ！次元兄弟（Gファンタジー）
- 御指名武将真田幸村 かげろひ -KAGEROI-　番外編（Gファンタジー）

### アンソロジー
- 八丈島残照 -備前宰相異聞-（『戦国アンソロジー』）
- 乱世の華（『戦国アンソロジー弐』）
- 刻露清秀（『戦国アンソロジー関ケ原 WEST BLUE（西軍）』）
- これはせんべいである。食品ではない。（にくきゅう+　vol.1、mobaman-F）
- シジュウ主従（艶男HISTORICA　vol.1、mobaman-F）